# یوری دی سوزا
یوری دی سوزا (به پرتغالی: Yuri de Souza Fonseca) مهاجم اهل برزیل است که در شهر ماسیو و در تاریخ ۸ اوت ۱۹۸۲ به دنیا آمده‌است.
یوری دی سوزا در تیم‌های فوتبال Maia سابقهٔ حضور دارد.